# Antoine Houdar de La Motte
Antoine Houdar de La Motte (n. 18 ianuarie 1672 - d. 26 decembrie 1731) a fost un dramaturg și teoretician literar francez.
A redeschis polemica dintre "antici" și "moderni" prin traducerea modernizată intitulată "Iliada în versuri franceze" (L'Iliade en vers français, 1714), selectând "bunul gust" de rațiune.
O altă operă valoroasă a sa este tragedia Inès de Castro (1723), care s-a bucurat de succes în acea epocă.

## Vezi și
- Listă de dramaturgi francezi
- Listă de piese de teatru franceze

1. ↑  Autoritatea BnF, accesat în 10 octombrie 2015